# Back 2 You / Still Grey
"Back 2 You / Still Grey" - это третий сингл австралийской drum and bass группы Pendulum. Он вышел 22 марта 2004 года на независимом лейбле Timeless Recordings. Песня "Still Grey" записана при участии приглашённого гитариста Эвана Шорта из группы Concord Dawn, и вошла в альбом Hold Your Colour, вышедший в июле 2005 года.

## Выход сингла
"Back 2 You / Still Grey" вышло 22 марта 2004 года в формате 12"  грампластинки на независимом лейбле Timeless Recordings. Это был первый сингл группы Pendulum, выпущенный официальным лейблом. Хотя "Still Grey" и было в первом издании Hold Your Colour, в переизданной версии альбома, вышедшей в июле 2007 года она была заменена на "Axle Grinder".

## Форматы и содержание
12" vinyl single  

(TYME027; released 22 March 2004)
A. "Back 2 You" – 6:26
AA. "Still Grey" – 7:49